# 나라별 사형제 현황

세계 각 나라의 사형제도 현황
사형제 실시
사형을 유지하고 있으나 10년 이상 비집행
전쟁범죄 등 특수범죄 제외 사형 폐지
사형 완전 폐지

이 문서는 나라별 사형제 현황에 대해 설명한다.
사형제도는 전 세계적으로 존재하는 형벌이었지만, 인권문제 때문에 폐지되었다. 인권의식의 증가나 그 효과성에 대한 회의로 많은 국가에서 폐지하여 무기징역 또는 무기금고형으로 전환하였다. 또한 유럽연합 등 주로 선진국을 위주로 생명형을 헌법에서 금지하기도 한다.
2025년 3월 기준으로, 국제연합의 회원국이나 옵저버 자격국의 사형제 현황은 다음과 같다:
- 53개국 - 사형 유지국. 법과 관행으로 사형제도를 유지하고 있다.
- 23개국 - 사실상 폐지국. 일상적인 범죄에도 사형제도의 집행을 허가하는 법을 유지하고 있으나, 지난 10년 이상 집행이 이루어지지 않았으며 정책이나 관습상 앞으로도 이루어지지 않을 확률이 높다.
- 9개국 - 특수 및 전쟁범죄 제외 폐지국. 법적으로 사형제도가 폐지되어 있으나 전쟁범죄 등 특수 범죄에 한해 유지하고 있다.
- 110개국 - 사형 폐지국. 법적으로 사형제도를 완전히 폐지 또는 금지하였다.

곧, 195개국 중 35개국이 사형제도를 유지 및 실시하고 있다. 현재 사형을 집행 중인 국가들은 대부분 아시아나 아프리카의 개발도상국에 해당하나, OECD 가입국 중에서 예외적으로 미국의 일부 주와 일본은 사형을 집행 중이다.

## 나라별 처형 방법
- 교수형 - 대한민국, 미국(일부 자치주에 한함), 싱가포르, 요르단, 이라크, 이란, 이집트, 일본, 파키스탄, 인도, 방글라데시, 인도네시아, 시리아, 오만, 나이지리아 등
- 독극물 주사 - 과테말라, 미국(일부 자치주에 한함), 중화인민공화국, 베트남 등
- 음독형 - 태국 등
- 총살형 - 중화민국, 벨라루스, 소말리아, 엘살바도르, 미국의 유타주, 조선민주주의인민공화국 및 사형제도가 존재하는 국가의 사형수들의 신분이 현역 군인 신분인 경우(예를 들어 대한민국 군형법 3조, 미국 군형법, 이라크 군형법 등)
- 참수 - 사우디아라비아, 카타르 등
- 투석형 - 소말리아, 아프가니스탄, 이란, 예멘 등
- 전기의자형 - 미국(일부 자치주에 한함)

경우에 따라서는 처형 방법이 다르다. 사형제 존치 국가에서는, 민간인에 대한 형법에서는 그렇지 않더라도, 현역 군인은 총살형으로 집행하는 것이 군형법에서 규정되어 있는 경우가 많다. 특히 조선민주주의인민공화국, 이란, 사우디아라비아, 소말리아 등지에서는 공개처형이 집행되었으며, 그 중 이란에서는 미성년자에 대한 사형까지 집행되어 국제적인 비난을 받았다.

## 남아메리카
| # | 국가       | 마지막 집행 연도       | 폐지 연도               | 참고 |
| - | ---------- | ---------------------- | ----------------------- | --- |
|   | 베네수엘라 | 독립이후 없음 (1830년) | 1863년 (헌법에 의해)    | |
|   | 볼리비아   | 1974년                 | 2007년                  | |
|   | 브라질     | 1855년                 | 1979년 (특수 범죄 제외) | "전시에 저질러진 군사적 성격의 심각한 범죄" |
|   | 수리남     | 1982년                 | 2015년                  | |
|   | 아르헨티나 | 1916년                 | 2009년                  | 헌법은 "정치범에 대한 사형, 모든 종류의 고문과 태형을 영원히 금지한다."라고 규정하고 있다." 2008년 8월 6일에, 6개월 이내의 유예를 두고 (사형제를 포함하여) 군형법이 폐지되었다. |
|   | 에콰도르   | 1884년                 | 1906년 (헌법에 의해)    | |
|   | 우루과이   | 1905년                 | 1907년 (헌법에 의해)    | |
|   | 칠레       | 1985년                 | 2008년 (특수 범죄 제외) | 1985년에 마지막으로 사형이 집행되었다. 2008년 전쟁 범죄를 제외하고, 민간인에 대한 모든 범죄에 대해 사형이 폐지하였다.                                                           |
|   | 콜롬비아   | 1909년                 | 1910년 (헌법에 의해)    | 1991년 콜롬비아 헌법에 의해 금지: "생명에 관한 권리는 양도 불가능하다. 그것에는 어떤 사형도 있을 수 없다."                                                                      |
|   | 파라과이   | 1928년                 | 1992년 (헌법에 의해)    | |
|   | 페루       | 1979년                 | 1979년 (특수 범죄 제외) | 전시상태의 내란죄, 테러 |

## 북아메리카·중앙아메리카·카리브 제도
2023년 사형 집행 : 미국(24명)
| # | 국가                  | 마지막 집행 연도       | 폐지 연도               | 참고 |
| - | --------------------- | ---------------------- | ----------------------- | --- |
|   | 과테말라              | 2000년                 | 2017년 (특수 범죄 제외) | 민간인에 대한 모든 범죄에 한해 2017년 사형 폐지. |
|   | 그레나다              | 1978년                 | -                       | |
|   | 니카라과              | 1930년                 | 1979년 (헌법에 의해)    | |
|   | 도미니카 공화국       | 1966년                 | 1966년 (헌법에 의해)    | |
|   | 도미니카 연방         | 1986년                 | -                       | |
|   | 멕시코                | 1961년                 | 2005년                  | 사형제는 1976년 이래 헌법에 의해 폐지되었다. 그러나 군사 범죄에 한하여 예외적으로 유지되었다가 논란이 일자 2005년 완전 폐지되었다. 예전에 군인을 참수하는 비디오로 많은 비난을 샀다. |
|   | 미국                  | 2025년                 | -                       | 미국은 주마다 사형제도가 실시하는 주와 실시하지 않는 주가 나뉘어져 있다. |
|   | 바베이도스            | 1984년                 | -                       | 살인, 반역죄 |
|   | 바하마                | 2000년 1월 6일         | -                       | 반역죄, 해적, 살인 |
|   | 버뮤다                | 1977년                 | 2000년                  | |
|   | 벨리즈                | 1985년 6월             | -                       | 살인죄 (정상 참작될 만한 상황이라고 증명된 살인죄는 제외) |
|   | 세인트루시아          | 1995년 10월 17일       | -                       | 살인, 반역죄 |
|   | 세인트빈센트 그레나딘 | 1995년 2월 13일        | -                       | 살인, 반역죄 |
|   | 세인트키츠 네비스     | 2008년                 | -                       | 살인 |
|   | 아이티                | 1972년                 | 1987년 (헌법에 의해)    | |
|   | 앤티가 바부다         | 1991년 2월 2일         | -                       | 살인 |
|   | 엘살바도르            | 1973년                 | 1974년 (특수 범죄 제외) | 음주운전, 국제 전쟁 상태 동안에 군법에서 규정하는 경우 등. |
|   | 온두라스              | 1940년                 | 1956년 (헌법에 의해)    | |
|   | 자메이카              | 1988년                 | -                       | 살인 |
|   | 캐나다                | 1962년 12월 11일       | 1976년                  | 1976년 사형이 폐지되기 전까지, 1481명이 사형선고를 받았고 710명에게 집행되었다. 처형 방법으로는 교수형이 사용되었다.                                                                 |
|   | 코스타리카            | 1859년                 | 1877년 (헌법에 의해)    | |
|   | 쿠바                  | 2003년 8월             | -                       | 공중 납치, 살인, 성폭행 등; 국가 안보에 관한 범죄; 살인 |
|   | 터크스 케이커스 제도  | -                      | 2002년                  | |
|   | 트리니다드 토바고     | 1999년 7월 28일        | -                       | 살인, 반역죄 |
|   | 파나마                | 독립이후 없음 (1903년) | 1903년 (헌법에 의해)    | |

## 아시아
2021년 사형 집행 : 방글라데시(5명), 사우디아라비아(65명), 시리아(24명), 아랍에미리트(1명), 이란(314명+), 이라크(17명), 일본(3명), 예멘(14명), 중국(1000명+), 조선민주주의인민공화국(?), 베트남(?) 등
| # | 국가           | 마지막 집행 연도       | 폐지연도                | 참고 |
| - | -------------- | ---------------------- | ----------------------- | --- |
|   | 네팔           | 1979년                 | 1997년 (헌법에 의해)    | |
|   | 대한민국       | 1997년 12월 30일       | -                       | 1997년 23명에 대한 마지막 집행 이후 한 건도 집행 한 적 없음. 다만, 집행이 아닌 판결이나 구형은 그 이후에도 계속 하고 있음. |
|   | 동티모르       | 독립이후 없음 (2002년) | 2002년                  | |
|   | 라오스         | 1989년                 | -                       | 마약 밀매 |
|   | 레바논         | 2004년                 | -                       | (레바논의 사형제를 참조.) 살인, 반역 등 |
|   | 마카오         | 19세기                 | 1976년                  | 사형뿐만 아니라 종신형도 여전히 법으로 금지되어 있으며 법정 최고형은 징역 30년형이다. |
|   | 말레이시아     | 2017년                 | -                       | 2018년 10월 말레이시아 정부는 말레이시아에서 사형제도를 폐지하는 법안을 만들 것이라고 발표했었다. 게다가 정부는 사형제도가 폐지될 때까지 모든 사형집행에 대해 모라토리엄을 부과했다. 그러나 2019년 3월 정부는 사형제도를 폐지하지 않기로 결정했다고 발표했다. 또한 2023년 4월 3일부터 특정 범죄에 의한 사형 선고 의무가 폐지되어 사형수가 줄어들긴 하지만, 아직까지 사형제 폐지는 아니다. |
|   | 몰디브         | 독립이후 없음 (1965년) | -                       | 살인 |
|   | 몽골           | 2008년                 | 2017년                  | (몽골의 사형제를 참조.) 2008년 사형을 마지막으로 2017년 사형을 폐지했으며. 엠네스티에 의하면, 사형은 비밀리에 처했으며 공식적인 자료가 없다. |
|   | 미얀마         | 2024년                 | -                       | 반역죄 |
|   | 바레인         | 2019년                 | -                       | 계획 살인, 내란 음모, 반역죄, 국왕 살인 예비 음모, 전시 혹은 계엄령 발령 시의 군사적 명령 위반 |
|   | 방글라데시     | 2025년                 | -                       | 살인, 마약 범죄, 비도덕적이고 불법적인 목적으로 어린이에 대한 마약 밀매, 매춘을 목적으로 하는 여성에 대한 마약 밀매 |
|   | 베트남         | 2024년                 | -                       | 반역, 정부 전복을 기도하는 행위, 간첩 행위, 폭동, 산적 행위, 테러, 태업, 납치, 국가 안전 보장 프로젝트의 파괴, 평화 훼손, 전쟁 범죄, 인도에 반하는 범죄, 마취성 물질의 제조, 은폐 및 유통, 살인, 강간, 절도, 횡령, 사기 |
|   | 부탄           | 1974년                 | 2004년                  | |
|   | 브루나이       | 독립이후 없음 (1984년) | -                       | 살인, 화기나 폭발물의 불법적인 소지, 15g 이상의 헤로인이나 모르핀, 30g 이상의 코카인, 500g 이상의 대마초, 50g 이상의 샤브나 메탐페타민, 혹은 1~2kg 이상의 아편을 소지 |
|   | 사우디아라비아 | 2025년                 | -                       | 살인, 배교, 마약, 마술 및 성범죄를 포함한 여러 폭력적 혹은 비폭력적 위법 행위. 살인 범죄 에 대하여 공개처형만 실시하여 일부는 총살형 교수형 방식으로 집행하지만 특수한 범죄 국왕 국가원수 가족 암살 살인 협박 명예훼손 모욕죄 또 외국인 여성 성폭행및 성추행등 미성년자(소아청소년) 10대 여학생 소녀 성폭행및 강간 성추행 또 존속살인 존속상해치사 그리고 여성 준강간 준성폭행 준특수강간 등 총살형 공개처형으로 진행하지만 반이슬람종교활동 기독교 미국개신교활동 혹은 이슬람교에서 개신교 기독교로 개종하는 행위에 대해 참수형이나 아니면 강제 추방당하는 경우가 있다.. 처형 방법으로는 참수형이 가장 보편적이다. |
|   | 스리랑카       | 1976년 6월 23일        | -                       | 살인, 무죄인 인물의 처형에 이르는 위증, 성폭행, 마약 유통, 1976년부터 2003년까지 사형 집행이 유예되었으며, 2004년 다시 철회되었지만 이후 더 이상 사형이 집행되지 않고 있다. |
|   | 시리아         | 2024년                 | -                       | 반역, 살인, 적국에 동조하여 시리아에 대항할 목적으로 행해지는, 무장을 비롯한 정치적 행위, 군법 또는 전시 아래에서의 무장병의 적군으로의 탈영과 선동 행위, 무장 강도, 강간, 정부에 대한 구두 반대, 그리고 무슬림 동포단 가입자 성범죄(성폭행 특수강간) |
|   | 싱가포르       | 2025년                 | -                       | 살인, 납치, 반역, 총기 범죄, 15g 이상(1/2 온스)의 헤로인이나 모르핀, 코카인 30g 혹은 500g 이상의 대마초를 반입하는 행위 (싱가포르의 사형제 참조) |
|   | 아랍에미리트   | 2025년                 | -                       | 살인, 마약 관련 범죄, 동성애, 성폭행, 반역죄, 약탈, 배교, 환경 오염, 테러 |
|   | 아르메니아     | 1991년                 | 2003년                  | |
|   | 아제르바이잔   | 1993년                 | 1998년                  | |
|   | 아프가니스탄   | 2024년                 | -                       | 살인, 아동 매매, 배교(압둘 라만 참조) |
|   | 예멘           | 2025년                 | -                       | 살인, 간음, 동성애, 배교. 배교죄는 사형에 해당되지만 관련된 처형 기록이 존재하지 않는다. 성폭행(만18세 미만 미성년자난 젊은여성 대상으로 한 성폭행 성추행 강간 특수강간) 등 |
|   | 오만           | 2024년                 | -                       | 살인, 마약 밀매 |
|   | 요르단         | 2021년                 | -                       | 살인 |
|   | 우즈베키스탄   | 2005년                 | 2008년                  | 다양한 살인 행위, 테러, 학살, 침략 범죄.2005년 8월 1일 이슬람 카리모프 대통령은 2008년 1월 1일부터 사형제를 종신형으로 대체하도록 하는 법령에 서명했다. |
|   | 이라크         | 2024년                 | -                       | 살인, 국가 안전을 위협하는 행위, 마약 유포, 성폭행, 수송 호위선에 대한 공격, 테러에 대한 재정 지원 및 실행. 2003년 이라크 침입 이후 2003년 4월까지 일시 중단. 2005년 5월 재시행. |
|   | 이란           | 2025년                 | -                       | 수간, 무장 강도, 테러, 마약 밀매, 납치 및 성폭행, 살인, 배교 |
|   | 이스라엘       | 1962년                 | 1954년 (특수 범죄 제외) | 비인도적인 범죄, 대반역죄. 2명 만이 처형되었다. (아돌프 아이히만), Meir Tobianski에 대해 |
|   | 인도           | 2020년 3월 20일        | -                       | 살인, 아동의 자살을 유발한 행위, 반역죄, 테러 행위, 또는 마약 밀매로 2번째 유죄 판결을 받은 경우. 자세한 내용은 인도의 사형제를 참조할 것 |
|   | 인도네시아     | 2016년 7월 29일        | -                       | 마약 반입, 테러 |
|   | 일본           | 2025년 6월 27일        | -                       | 연쇄 살인이나 상황을 악화시키는 살인 행위에 대해 한정되어 있다. 일본 법원은 주로 연쇄 살인 사건에 사형을 선고한다. 1946년부터 2003년까지 일본 법원은 766명에게 사형을 선고하였고, 그 중 608명이 집행되었다. 1989년부터 1993년까지 40개월 간 일본의 법무대신은 처형 승인을 거부하였으며, 사실상 비공식적 집행 유예에 해당하였다. |
|   | 북한           | 2025년                 | -                       | 매춘, 마약 범죄, 국가의 주권을 해치려는 음모, 테러, 조국에 대한 반역, 인민에 대한 반역, 살인, 대한민국의 방송 시청, 탈북, 국경을 벗어나 중국으로 가는 행위, 성범죄(성폭행 강간 특수강간), 국가원수 김씨 가문 명예훼손 모욕이나 종교활동(기독교 선교활동)등에 관하여 조선민주주의인민공화국 인민 경찰청이 단속을 실시해 반역죄나 대역죄에 해당 되는 자 혹은 미국방송을 시청하는 행위, 개신교 선교 활동에 관하여 조선민주주의인민공화국 국가원수 모독 명예훼손 모욕죄에 해당하는 자, 성범죄 음란물 관련 소지자 등 한국인과 통화 등으로 총살형이 집행된다. (조선민주주의인민공화국의 사형제를 참조.)                   |
|   | 중화민국       | 2025년 1월 17일        | -                       | 살인 2006년부터 2010년까지 천수이볜 전 총통에 의해 비공식적으로 사형 집행이 유예된 바 있다. 마잉주 총통이 취임한 후인 2010년부터 사형 집행이 재개하였고, 마지막 집행 2025년 1월 17일에 흉악범 1명을 처형되었다. (중화민국의 사형제를 참조.) |
|   | 중화인민공화국 | 2025년                 | -                       | 아동 성폭행, 폭격, 인신 매매, 해적, 방화, 살인, 국가 안전을 위협하는 행위, 테러(중화인민공화국의 사형제를 참조.) (홍콩과 마카오 특별행정구는 사형을 폐지하였다.) |
|   | 카자흐스탄     | 2003년                 | 2021년                  | |
|   | 카타르         | 2020년                 | -                       | 간첩 행위; 국가 안전을 위협하는 행위; 배교. 배교죄는 사형에 해당되지만 관련된 처형 기록이 존재하지 않는다. |
|   | 캄보디아       | 1989년                 | 1989년 (헌법에 의해)    | |
|   | 쿠웨이트       | 2025년                 | -                       | 마약 유포; 성폭행; 살인 |
|   | 키르기스스탄   | 독립이후 없음 (1991년) | 2007년                  | 2007년 7월 28일 사형제를 폐지했다. |
|   | 타지키스탄     | 2004년                 | -                       | 심각한 살인 행위, 특수 강간, 테러, 생화학 범죄, 인종학살. 2004년 4월 30일 이후 이모말리 라몬 대통령에 의해 사형 집행이 중단되었다. |
|   | 태국           | 2018년 6월 18일        | -                       | 국왕 시해, 선동 혹은 반란, 태국의 대외 국가 안보를 해치는 범죄 행위, 외국 국가 원수에 대한 살인 혹은 살인 미수 행위, 뇌물 수수, 방화, 성폭행, 우발적 살인, 납치, 피해자를 사망에 이르게 한 절도 행위를 포함한 범죄 행위 이 페이지 (PDF)에 전체 내용이 있음. |
|   | 투르크메니스탄 | 1997년                 | 1999년 (헌법에 의해)    | |
|   | 파키스탄       | 2019년                 | -                       | 살인, 수간, 집단 성폭행, 반란 등 (파키스탄의 사형제를 참조) |
|   | 팔레스타인     | 2025년                 | -                       | 살인, 성폭행, 팔레스타인인 암살을 위해 이스라엘군에 협조하는 행위. 요르단강 서안 지구의 경우에는 야세르 아라파트 의장이 2002년 집행 승인을 중지한 이후 비공식적으로 중지된 상태이지만 가자 지구에서는 하마스에 의해 사형이 집행되었다. |
|   | 필리핀         | 2000년                 | 2006년 6월 24일         | 1987년 필리핀의 헌법에 의해 폐지되었고 1993년 부활되었다. 하지만 2006년 6월 24일 너무 잔인한 벌이라서 필리핀 공화국 법령으로 인하여 다시 폐지되었다. |
|   | 홍콩           | 1966년                 | 1993년*                 | 홍콩은 당시 영국 치하였을 당시에 폐지되었다. |

## 아프리카
2021년 사형 집행 : 이집트(83명), 소말리아(21명), 남수단(9명), 보츠와나(3명)
| # | 국가                | 마지막 집행             | 폐지 연도               | 참고 |
| - | ------------------- | ----------------------- | ----------------------- | --- |
|   | 가나                | 1993년                  | 2023년 (특수 범죄 제외) | 테러리즘. 1993년 사형 집행 끝으로 이후 사형 선고만 하고 집행을 하지 않았다가 2023년 7월 25일 가나 의회에서 일반 범죄에 대한 사형을 법적으로 폐지했다. |
|   | 가봉                | 1985년                  | 2010년                  | 2011년 2월 14일 핸즈 오프 카인 (Hands Off Cain)의 발표에 의하면, 2010년 2월에 사형제를 폐지했다. |
|   | 감비아              | 2012년                  | -                       | 반역죄. 1993년 철폐하였으나, 1995년 8월 임시군사통치위원회가 부활시켰다. |
|   | 기니                | 2001년                  | 2017년                  | |
|   | 기니비사우          | 1986년                  | 1993년                  | 1993년 헌법 개정을 통해 폐지. |
|   | 나미비아            | 독립이후 없음 (1990년)  | 1990년                  | 마지막 사형 집행 날짜는 남아프리카공화국 지배하에 있던 1988년이다. 1990년 3월 독립과 함께 헌법을 통해 사형제 폐지. |
|   | 나이지리아          | 2016년                  | -                       | 살인, 유괴 등 36개 주는 각각 별도의 법률을 갖고 있으며, 북부에서는 샤리아(이슬람 율법)가 법률로 적용된다. |
|   | 남수단              | 2025년                  | -                       | 반역죄, 반란죄, 강도죄, 인명을 살상하는 사보타주 또는 테러행위, 거짓 진술로 사형 판결에 이른 위증죄, 살인죄, 이전의 살인죄로 종신형을 선고받은 사람에 의한 살인미수죄, 살인을 동반한 노상강도죄, 악질적인 마약 거래.                                                                      |
|   | 남아프리카 공화국   | 1991년 1월 31일         | 1997년                  | 2005년 5월 25일 헌법재판소는 국내에서 유지되고 있던 모든 사형 선고를 파기하고, 죄수들에 대해 재판결하도록 명령했다. 마지막 사형 집행은 국제적으로 인정받지 못했던 흑인 "반투스탄"에서 발생했다. 프레토리아 중앙교도소에서의 마지막 집행은 1989년 11월 14일에 있었다.                      |
|   | 니제르              | 1976년                  | -                       | |
|   | 라이베리아          | 1995년                  |                         | 2005년 9월 16일, 라이베리아는 국제인권규약에서 규정하는 제2 선택 의정서에 가입했고, 사형제도를 완전히 폐지했다. 그러나 2008년 7월, 다시 사형제를 도입했다. |
|   | 레소토              | 1995년 11월             | -                       | |
|   | 르완다              | 1998년 4월              | 2007년                  | |
|   | 리비아              | 2011년                  | -                       | 대역죄, 강제적으로 체제를 변경하려는 시도, 계획적 살인 |
|   | 마다가스카르        | 독립 이후 없음 (1960년) | 2015년                  | |
|   | 말라위              | 1992년                  | -                       | |
|   | 말리                | 1980년                  | -                       | |
|   | 모로코              | 1993년                  | -                       | 테러리즘. 2007년 봄, 철폐 법안이 모로코의 의회에 제출되었다. (모로코의 인권 참조) |
|   | 모리셔스            | 1987년                  | 1995년                  | |
|   | 모리타니            | 1987년                  | -                       | 살인, 배교(배교가 사형죄임에도 불구하고, 이 죄목으로 집행된 사형 기록은 없다). |
|   | 모잠비크            | 1986년                  | 1990년 (헌법에 의해)    | |
|   | 베냉                | 1987년                  | 2016년                  | |
|   | 보츠와나            | 2021년                  | -                       | 살인죄, 반역죄, 국가 원수의 생명을 위태롭게 하려는 시도, 폭동죄, 적국으로 탈영 |
|   | 부룬디              | 2000년                  | 2009년 4월              | |
|   | 부르키나파소        | 1988년                  | 2018년                  | |
|   | 상투메 프린시페     | 독립 이후 없음 (1975년) | 1990년 (헌법에 의해)    | |
|   | 서사하라            | 1976년                  | 1991년                  | 사하라 아랍 민주 공화국의 헌법은 명백하게 사형제를 금지하고 있다; 1991년 개정한 13조에 "사형제도는 금지된다."라고 쓰여 있다.(아랍어로부터 해석.) |
|   | 세네갈              | 1967년                  | 2004년 12월 10일        | |
|   | 세이셸              | 독립 이후 없음 (1976년) | 1993년 (헌법에 의해)    | |
|   | 소말리아            | 2024년                  | -                       | 법적인 정부의 붕괴 이후, 대부분의 지역에서 이슬람 율법으로 되돌아갔다. |
|   | 수단                | 2025년                  | -                       | 살인, 배교, 매춘, 반역, 국가의 독립 혹은 통일을 위협할 행위, 살인, 무장 강도, 무기의 소유 및 밀수 혹은 국가 원수 위협 명예훼손 모욕죄 및 암살 살인계획 외국인 납치 살인 공개처형 동영상 등 10대 여학생 20대 여성등 성폭행 강간 특수강간 준강간으로 하여 국가안전부장관에 의해 기소되는자. |
|   | 시에라리온          | 1998년                  | -                       | 반역죄, 살인, 특수 강도, 전쟁 범죄는 시에라리온 특별 법원 하에서 사형제로 처벌하지 않음. |
|   | 알제리              | 1993년 10월             | -                       | 반역죄와 간첩, 국가 전복 기도, 영토 파괴, 공공 혹은 경제적 시설에 대한 파괴 행위, 대량 학살, 무장 집단 또는 반란 운동 참가, 화폐 위조, 살인, 고문 등의 잔혹한 행위, 납치, 특수 절도 |
|   | 앙골라              | 독립 이후 없음 (1975년) | 1992년                  | 1992년 헌법 개정을 통해 폐지 |
|   | 에리트레아          | 독립이후 없음 (1993년)  | -                       | |
|   | 에스와티니          | 1983년                  | -                       | 살인죄, 반역죄 |
|   | 에티오피아          | 2007년 8월              | -                       | 살인죄 |
|   | 우간다              | 2005년                  | -                       | 반역죄, 테러, 살인죄, 강간, 신성 모독, 특수 강도, 특수 유괴 등 2005년 6월 14일, 헌법재판소는 사형제도가 헌법에 존재하지만 특정 범죄에 대하여 강제적으로 적용할 의무는 없다고 판결했다. |
|   | 이집트              | 2024년                  | -                       | 강간, 납치, 살인, 반역, 마약 등 |
|   | 잠비아              | 1997년                  | -                       | 살인죄, 특수 강도, 대반역죄. 2004년에 레비 음와나와사 대통령은 "내가 집권하는 동안 사형을 집행하지 않는다"라고 천명했다. |
|   | 적도 기니           | 2014년                  | 2022년 (특수 범죄 제외) | |
|   | 중앙아프리카 공화국 | 1981년                  | -                       | 반역죄, 간첩죄, 사기 행위, 마술, 암살, 살인 |
|   | 지부티              | 독립 이후 없음 (1977년) | 1995년                  | |
|   | 짐바브웨            | 2005년                  | -                       | 살인, 반역, 폭동 |
|   | 차드                | 2015년                  | 2020년                  | |
|   | 카메룬              | 1997년 1월              | -                       | 분리 독립, 간첩, 전쟁을 목표로 하는 선동 |
|   | 카보베르데          | 독립 이후 없음 (1975년) | 1981년 (헌법에 의해)    | |
|   | 케냐                | 1987년                  | -                       | 살인죄 및 무장 강도 |
|   | 코모로              | 1996년 또는 그 이후     | -                       | |
|   | 코트디부아르        | 독립 이후 없음 (1969년) | 2000년                  | |
|   | 콩고 공화국         | 1982년                  | 2015년                  | |
|   | 콩고 민주 공화국    | 2003년 1월 7일          | -                       | |
|   | 탄자니아            | 1994년                  | -                       | 살인, 내란 |
|   | 토고                | 1978년                  | 2009년 6월 23일         | |
|   | 튀니지              | 1991년                  | -                       | 살인죄, 폭력과 반사회적 행위, 국가 안전에 대한 공격, 국가의 대외 안보를 위협하는 공격 행위 |

## 오세아니아
| # | 국가              | 마지막 사형 집행연도          | 폐지연도             | 참고 |
| - | ----------------- | ----------------------------- | -------------------- | --- |
|   | 나우루            | 독립이후 없음 (1968년)        | 2016년               | 반역죄, 해적행위, 살인 |
|   | 뉴질랜드          | 1957년 2월 17일               | 2007년               | 뉴질랜드의 사형제는 1941년 일반 범죄에 대해 폐지했으나, 1950년에 부활되었다. 1961년 일반 범죄에 대해 다시 폐지됐으며, 1989년 모든 범죄에 대해 완전히 폐지되었다. 뉴질랜드령 쿡 제도는 2007년 사형제를 폐지하였다.                                                            |
|   | 니우에            | -                             | -                    | |
|   | 마셜 제도         | 독립이래 없음 (1986년)        | 1986년 (헌법에 의해) | |
|   | 미크로네시아 연방 | 독립이래 없음 (1986년)        | 1986년 (헌법에 의해) | |
|   | 바누아투          | 독립이래 없음 (1980년)        | 1980년               | |
|   | 사모아            | 독립이후 없음 (1962년)        | 2004년 1월 21일      | |
|   | 솔로몬 제도       | 독립이래 없음 (1978년)        | 1978년               | |
|   | 오스트레일리아    | 1967년 2월 3일                | 1985년               | 퀸즐랜드주: 1922년, 태즈메이니아주: 1968년, 영연방: 1973년, 노던 준주: 1973년, 빅토리아주: 1975년, 사우스오스트레일리아주: 1976년, 오스트레일리아 수도 준주: 1983년, 웨스턴오스트레일리아주: 1984년, 뉴사우스웨일스주: 1985년. 자세한 내용은 오스트레일리아의 사형제를 참조. |
|   | 쿡 제도           | 자치 정부 수립 이후 없음      | 2007년               | |
|   | 키리바시          | 독립이래 없음 (1979년)        | 1979년               | |
|   | 통가              | 1982년                        | -                    | 반역죄, 살인 |
|   | 투발루            | 독립이후 없음 (1978년)        | 1978년               | |
|   | 파푸아뉴기니      | 1957년 독립이후 없음 (1975년) | 2022                 | 반역죄, 해적 행위, 해적 미수, 고의적 살인 |
|   | 팔라우            | 독립이래 없음 (1994년)        | 1994년               | |
|   | 피지              | 독립이래 없음 (1970년)        | 2015년               | 2015년 모든 범죄에 대한 사형제도가 폐지되었다. |

## 유럽
2022년의 사형 집행: 벨라루스(2명)
유럽 연합은 사형제도를 원천적으로 금지하고 있으며 법정 최고형은 종신형이고 노르웨이만 징역 21년이 최대 형량이며 5년을 추가할 수 있는 규정이 있다. 만약 타국에서 사형 판결을 받거나 받을 가능성이 있는 범죄자가 유럽 연합으로 도주한 경우 정치범을 제외하고는 범죄지 국가에서 수사 기록을 넘겨 받아 도주국에서 재판을 받고 도주국 형법을 적용받아 법정형을(주로 종신형이 선고되기도 하나 노르웨이와 바티칸 시국 등 국가별 법정 최고형 사정에 따라서 그렇지 않기도 하다. 특히 중국에서 도주한 마약 범죄자의 경우 중국에서는 사형인데 유럽 연합으로 도주한 경우 장기 유기징역을 선고받는 식이다.) 선고받고 도주국의 교도소에 수감하도록 되어 있다. 현재 유럽 국가중 유일하게 사형제를 유지하는 나라는 벨라루스뿐이다.
| # | 국가                  | 마지막 사형 집행연도                 | 폐지연도                      | 참고 |
| - | --------------------- | ------------------------------------ | ----------------------------- | --- |
|   | 그리스                | 1972년                               | 2004년                        | |
|   | 네덜란드              | 1952년                               | 1982년 (헌법에 의해)          | 평화시의 범죄에 대해 1870년에 폐지, 1860년에 마지막으로 집행되었다(평화시의 범죄). |
|   | 노르웨이              | 1948년                               | 1979년                        | 평화시의 범죄에 대해 1902년에 폐지, 1876년에 마지막으로 집행되었다(평화시의 범죄). |
|   | 덴마크                | 1950년                               | 1978년                        | 사형제는 1952년부터 1978년까지 전쟁 범죄 또는 대반역죄와 관련되거나 특수한 상황에서의 저질러진 범죄에 대해, 민간 처벌법 내에서 재시행되었다. 추가 정보는 덴마크의 사형 제도 참조. |
|   | 독일                  | 통일이후 없음 (1990년)               | 1990년                        | 서독에서의 마지막 집행: 1956년 (미국 군당국에 의해), 동독에서의 마지막 집행 : 1981년 (동독 정부에 의해). 1949년 이후 기본 법에 의해 금지됨. |
|   | 라트비아              | 1996년 1월 26일                      | 2012년                        | 전시에 행해지는, 상황을 악화시키는 살인 |
|   | 러시아                | 1996년                               | -                             | 1997년 4월 16일 러시아는 당시 보리스 옐친 전 대통령이 유럽 평의회에 가입하려는 목적으로 유럽인권협약 제6조에 서명하였으나 사형을 유예했고, 1999년에는 러시아 헌법재판소는 사형집행에 대해서도 유예하도록 판결하였고, 2009년에도 헌법재판소는 사형 집행 유예하라는 판결을 내렸다.                                          |
|   | 루마니아              | 1989년 12월 25일                     | 1990년 (헌법에 의해)          | 마지막 사형 집행 대상자가 니콜라에 차우셰스쿠 부부였다. |
|   | 룩셈부르크            | 1949년                               | 1979년 (헌법에 의해)          | |
|   | 리투아니아            | 1995년 7월 12일                      | 1998년                        | |
|   | 리히텐슈타인          | 1785년                               | 1987년                        | |
|   | 북마케도니아          | 독립이후 없음 (1991년)               | 1991년 (헌법에 의해)          | |
|   | 맨섬                  | 1872년                               | 1993년                        | |
|   | 모나코                | 1847년                               | 1962년 (헌법에 의해)          | |
|   | 몬테네그로            | 독립이후 없음 (2006년)               | 2006년                        | 세르비아 참조 |
|   | 몰도바                | 1985년                               | 2005년                        | 2005년 9월 23일 몰도바 헌법재판소는 명백히 사형제를 폐지하는 헌법 수정 조항들을 승인했다.. |
|   | 몰타                  | 독립이후 없음 (1964년)               | 2000년                        | 살인에 대한 사형 집행은 1971년 폐지되었으며, 2000년까지 군법에 채택되어 있었다. |
|   | 바티칸 시국           | 1870년 7월 9일 (교황령)              | 1969년                        | |
|   | 벨기에                | 1950년                               | 1996년 (헌법에 의해)          | |
|   | 벨라루스              | 2022년                               | -                             | 공격 행위, 국제적 긴장이나 전쟁을 유발할 목적으로 한, 외국 또는 국제 기구의 대표에 대한 살인, 국제 테러리즘, 인종 학살, 비인도적 범죄, 특수 살인, 테러리즘, 테러 행위, 살해 행위를 동반한 반역죄, 권력 장악 음모, 파괴 행위, 경찰관 살해, 대량 살상 무기의 사용, 그리고 법령 및 전쟁 관행의 위반 (벨라루스의 사형제 참조) |
|   | 보스니아 헤르체고비나 | 독립이후 없음 (1992년)               | 1998년 (헌법에 의해)          | |
|   | 북키프로스            | 전혀 없음                            | -                             | 전시의 반역죄, 국제법 상의 테러 및 해적 행위, 연쇄 살인 |
|   | 불가리아              | 1989년                               | 1998년                        | |
|   | 산마리노              | 1468년                               | 1848년                        | |
|   | 세르비아              | 1992년                               | 1995년                        | 연방 단위에서는 1995년에 폐지되었고, 지방 의회는 2002년에 조정했다. |
|   | 스웨덴                | 1910년 11월 23일                     | 1972년                        | 평시의 범죄에 대해서는 1921년에, 전시의 범죄에 대해서는 1973년에, 헌법적으로는 1975년 이후 금지되었다. |
|   | 스위스                | 1944년                               | 1992년                        | 1874년에 처음 폐지되었다가, 다시 허용되어 일부 주에서 시행되었다(1940년까지 9명). 전쟁 범죄를 제외하고, 1938년 일반 투표에 의해 확실하게 폐지하였고, 전쟁 범죄도 1992년 배제했다. |
|   | 스페인                | 1975년 9월 27일                      | 1995년                        | 1978년 헌법에 의해 폐지(전시의 군법 제외) |
|   | 슬로바키아            | 독립이후 없음 (1993년)               | 1990년 (헌법에 의해)          | |
|   | 슬로베니아            | 독립이후 없음 (1991년)               | 1989년 (헌법에 의해)          | |
|   | 아르차흐 공화국       | 1997년                               | -                             | 1997년 이후 사형 집행이 없으므로 사실상 폐지 |
|   | 아이슬란드            | 독립이후 없음 (1944년)               | 1995년                        | 1928년 폐지, 1995년 의회의 만장일치 투표로 전면 폐지되었다. |
|   | 아일랜드              | 1954년                               | 1990년                        | 국민투표로 통과된 아일랜드 수정 헌법 21조(2001년)은 사형 제도를 폐지했다. 최근까지는 경찰관 살해범을 처형하는 것은 기술적으로 아직 합법적이었다; 그러나 실제로 이것은 널리 퍼져 있는 도덕적인 혐오 때문에 일어나지 않고 있는 것 같다.                                                                                     |
|   | 안도라                | 1943년                               | 1990년 (헌법에 의해)          | |
|   | 알바니아              | 1995년                               | 2007년                        | 인권과 기본적 자유의 보호를 위한 유럽협약 의정서 제13조를 2007년 2월 6일에 비준하고, 6월 1일 발효시켰다. |
|   | 에스토니아            | 1991년                               | 1998년                        | |
|   | 영국                  | 1964년 8월 13일(영국) 1977년(버뮤다) | 1998년                        | 일반 범죄에 대하여 그레이트브리튼은 1965년에, 북아일랜드는 1973년에 폐지했다. 1971년에 왕립조선소 방화 사건에서 폐지했다. 남아있는 모든 범죄(반역죄, 폭력을 수반한 해적 행위, 군법 상의 범죄)는 1998년에 폐지되었다. 완전한 폐지를 확인하는 유럽회의는 2003년에 비준했다. 영국의 사형 제도 참조                           |
|   | 오스트리아            | 1950년                               | 1968년 (헌법에 의해)          | |
|   | 우크라이나            | 1997년 3월                           | 2000년                        | 사형제가 위헌이라는 1999년 12월의 헌법재판소의 판결 이후, 2000년 2월 폐지되었다. 2001년 4월, 새로운 형법이 통과되었다. |
|   | 이탈리아              | 1947년                               | 1994년                        | 전시를 제외하고 1948년(헌법에 의해)에 이미 폐지했다. 1994년 군 형법에서도 폐지했다. |
|   | 조지아                | 1995년                               | 2006년                        | |
|   | 체코                  | 1989년                               | 1990년 (헌법에 의해)          | |
|   | 크로아티아            | 독립이후 없음 (1991년)               | 1990년 (헌법에 의해)          | |
|   | 키프로스              | 1962년                               | 2002년                        | 1983년 살인죄에 대한 사형제도 폐지. 2002년 사형제도 완전 폐지. |
|   | 튀르키예              | 1984년 10월 25일                     | 2004년 7월 21일 (헌법에 의해) | |
|   | 트란스니스트리아      | 1999년 1월 1일                       | -                             | 살인죄, 국가 수반 또는 공인에 대한 살해 시도, 무장 봉기, 판사 또는 검사에 대한 살해 시도, 법 집행관에 대한 살해 시도, 대량 학살 등 1999년 1월 1일 이후 사형 집행없어 사실살 사형폐지국 |
|   | 포르투갈              | 1846년                               | 1976년 (헌법에 의해)          | 1852년 정치범에 대해 사형 폐지.(헌법에 추가 조항으로) 1867년에 전시를 제외하고, 모든 범죄에 대하여 폐지. 1911년 전시에 대해서도 폐지. 1915년 전시에 대해서 재도입했지만 1976년 사형제도 완전 폐지. |
|   | 폴란드                | 1988년                               | 1997년                        | 법과 정의에 의해 2004년에 사형제의 재도입을 포함하는 형법 개혁이 제안되었으나, 폴란드 의회에서의 첫 심의에서 제외되었다(반대 198표, 찬성 194표, 기권 14표의 투표에 의해). |
|   | 프랑스                | 1977년                               | 1981년                        | 1981년 법률에 의해, 2007년 헌법에 의해 금지. |
|   | 핀란드                | 1944년                               | 1972년 (헌법에 의해)          | 더 자세한 정보는 핀란드의 사형제 참조. |
|   | 헝가리                | 1988년                               | 1990년                        | |

## 같이 보기
- 미주인권협약
- 유럽 인권 조약
- 종신형
- 체벌